# ENVI
ENVI — программный продукт для визуализации и обработки данных дистанционного зондирования Земли (ДЗЗ), который включает в себя набор инструментов для проведения полного цикла обработки данных от ортотрансформирования и пространственной привязки изображения до получения необходимой информации и её интеграции с данными ГИС.